# Impatiens furcillata
Impatiens furcillata är en balsaminväxtart som beskrevs av William Botting Hemsley, Forb. och Hemsl. Impatiens furcillata ingår i släktet balsaminer, och familjen balsaminväxter. Inga underarter finns listade i Catalogue of Life.